# 八幡神社 (各務原市蘇原興亜町)
八幡神社（はちまんじんじゃ）は、岐阜県各務原市蘇原興亜町に鎮座する神社。

## 概要
創建時期は不明。元は各務郡野村の村社である。従五位の野中明神の説がある。
元の所在地は稲葉郡蘇原村大字三柿野字村中108であったが、大日本帝国陸軍各務原飛行場の拡張により、旧・野村の地区の住民は移転。八幡神社も1940年（昭和15年）7月15日に許可を受け、現在地に移転。
川崎航空機工業岐阜工場に近いこともあり、1945年（昭和20年）6月の各務原空襲では爆撃を受け、社殿等が焼失。その後再建されたが、標柱や石碑、燈籠などに空襲で損壊した部分が残る。

## 祭神
- 応神天皇

## 境内社
- 秋葉神社
- 山神